# Stollift

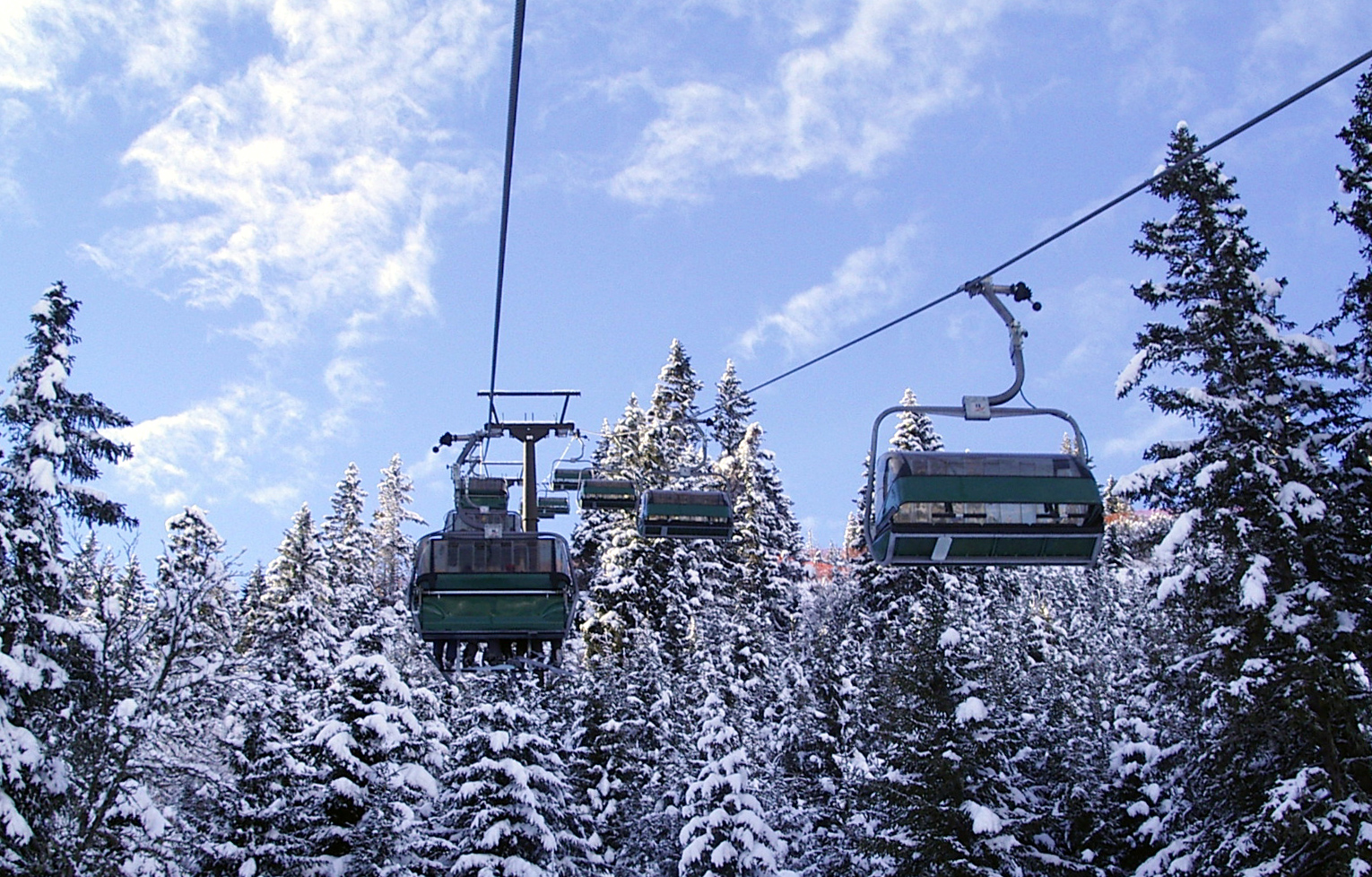
Stollift för fyra personer, kopplingsbar med vindskyddshuv, i Bad Hofgastein i Österrike.

Stollift (även kallad sittlift) är en typ av linbana, skidlift, som transporterar till exempel skidåkare, snowboardåkare, mountainbikecyklister och vandrare.
I en stollift sitter skidåkaren i en stol med vanligen två till åtta personer bredvid varandra likt en soffa, med skidorna fastspända. (Allt som allt finns stolar för högst 1, 2, 3, 4, 6 och 8 personer.) Brädåkare förutsätts vanligen, av säkerhetsskäl, hålla bakre bindningen öppen under färden. Då åkarna satt sig fäller vederbörande ner en skyddsbygel som skall förhindra dem från att kunna falla ur stolen, och på skyddsbygeln finns på de flesta stolliftar ett fotstöd som åkaren kan vila benen/fötterna mot medan skidorna respektive brädan sitter på. Stolarna är fästa med jämnt avstånd på en dragvajer som är upphängd på stolpar och färdas på en höjd av flera meter ovanför marken.

## Historia
Första skidliften modell stollift patenterades den 28 mars 1939 (Aerial ski tramway, US patent-nr US 2152235, inlämnad 17 november 1937) av Gordon H. Bannerman, James M. Curran och Glen H. Trout.
Första installationen öppnades den 21 december 1936 vid Proctor Mountain i vintersportorten Sun Valley i amerikanska Idaho i samband med skidanläggningens invigning. Liftbanan var 1079 meter. Senare öppnades ytterliga två stolliftar i området.
Den 12 februari 1939 öppnades första stolliften i Kanada vid Mont Tremblant i vintersportorten Tremblant i provinsen Québec vid skidanläggningens invigning. Liftbanan var 1280 meter.
Första installationen i Europa öppnades den 4 mars 1940 vid Pustevnyberget bland Mähren-Schlesiska Beskiderna i vintersportorten Ráztoka i regionen Banská Bystrica i dåvarande Tjeckoslovakien. Liftbanan var 1637 meter.
Sveriges första var en (fast) enstolslift i Åre 1953. I Sverige har Transportstyrelsen ett vägmärke för lokalisering av anläggning med stollift.

## Typer
Stolliftar är först och främst av antingen fast eller kopplingsbar konstruktionstyp. Den fasta kan ofta förknippas med omodernitet och ineffektivitet, men används fortfarande ofta eftersom den samtidigt både i byggnation och drift/underhåll är hälften så kostsam som den kopplingsbara.
Det kan även finnas skyddskåpa på liftarna.

### Fast stollift
Fast stollift har sina stolar permanent fästa vid dragvajern och stolarna rör sig därför med liftens hastighet hela vägen runt. 
Fasta stolliftar kan relativt ofta uppnå en maximal hastighet på 3,0 m/s, men normal drifthastighet på de allra flesta brukar vara mellan 2 och 2,5 m/s. Vissa fasta stolliftar kan vara utrustade med ett rullband vid påstigningen för att kunna ha högre drifthastighet, samtidigt som påstigning ska kunna ske så säkert som möjligt. Oftast hör en-, två- och trestolsliftar till den fasta gruppen som normalt är äldre men har på senare tid även blivit populärt att anlägga fasta fyrstolsliftar. Det finns också ett ytterst fåtal fasta sexstolsliftar ute i världen.
Särskilt en- och tvåstolsliftar brukar i folkmun, felaktigt, ofta kunna kallas eller blandas ihop med korglift.

### Kopplingsbar stollift

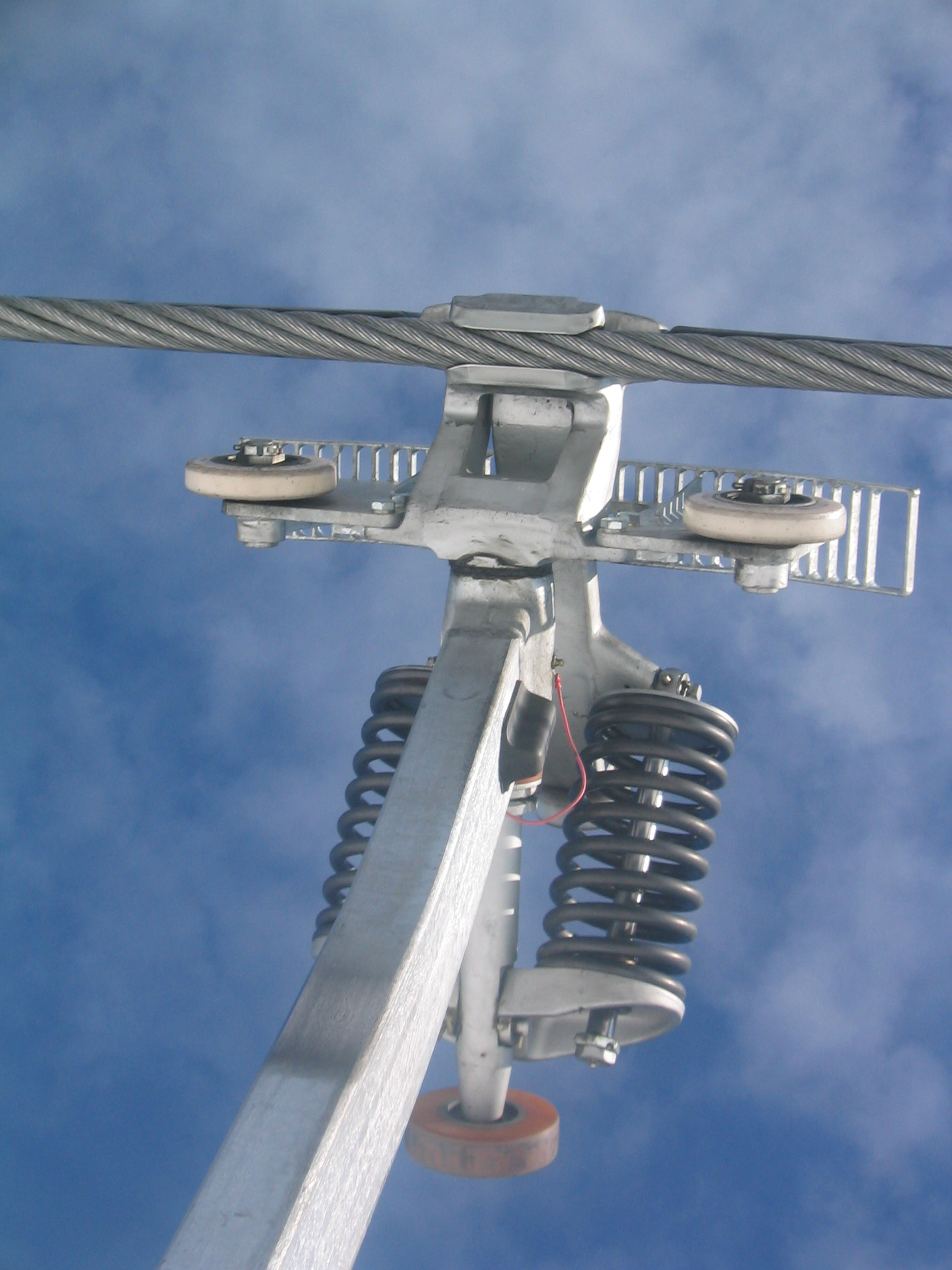
Kopplingsbar klämma. När enheten (här stol) kommer till retardationssträckan på stationen släpper klämman automatiskt från vajern vid korrekt moment och plats genom att det lilla hjulet som är ytterst på enhetens fjädrade båge passerar en liten gång/ställning i nedåtriktning och således fälls denna båge ned. När samma enhet sedan på stationens andra sida accelererats upp till vajerhastigheten lyfts bågen upp (hjulet förs i uppåtriktning) och enhetens klämma fästs/låses åter på vajern i samma tiondelssekund som enheten kommer ut på vajern. Den mönstrade plattan ovanför enhetens andra två små hjul leder enheten och kuggar på undersidan i de roterande däcken på stationerna när enheten bromsas in, transporteras långsamt längs stationsrundeln, och åter accelereras.

Kopplingsbar stollift, även kallad "expresslift", har stolar som är fästa på vajern med en kopplingsbar klämma som vid dal- och toppstationen kopplas loss från dragvajern och åker in på en långsamgående kedja, eller rader av gummihjul (däck), för att underlätta på- och avstigning (se den detaljerade beskrivningen på bilden till höger). 
Jämfört med fast stollift är hastigheten ofta fördubblad och kapaciteten högre. Kopplingsbara stolliftars hastighet är normalt mellan 4 och 6 m/s. 
En annan fördel med kopplingsbara stolliftar är möjligheten att enkelt kunna köra in och parkera alla stolar exempelvis i ett garage vid hårt väder, för att minimera slitage på vajern och stolparna. (Alla kopplingsbara stolliftar med vindskyddshuvar på stolarna har garage, vars byggnad placeras alldeles intill en av liftens stationer, normalt på dal.) Även gondolbanor har tillgång till liknande enhetsparkering. Enheterna förs in/ut längs en räls i takhöjd (och enheterna är normalt uppradade i garaget), på samma sätt som de förs utmed stationerna, även om enheterna måste backas i en av riktningarna på vissa liftar. Kopplingsbara stolliftar i standardkonstruktion (utan huvar) har normalt tillgång till ett enkelt parkeringsställ, alldeles intill en av stationerna, som i många fall kan motsvara garage men är dock sällan en daglig rutin.

### Vindskyddsutrustade stolar
En specialkonstruerad stollifttyp (populariserades under 1990-talet) är den med vindskydd på stolarna; en genomskinlig huv, på varje stol, i form av en plexiglasskärm som åkarna har framför sig – och, precis som gondoler, skyddar åkarna mot nederbörd och vind/vindavkylning. Hos kopplingsbara sådana stolliftar sköter liften normalt automatiskt nedfällning på dalstation och uppfällning på toppstation (men åkarna kan även enkelt utföra detta manuellt). Internationellt kallas huvlift för bubbellift, eftersom passagerarna med nedfälld huv sitter som i en "bubbla". I Sverige finns idag fem huvliftar, medan sådana är mest populära i Österrike och Schweiz. (I Skandinaven, främst fjällen, är stolliftar utan huvar betydligt vanligare än med huvar eftersom huvliftar i drift är mer vindkänsliga – dessas stolar har lättare för att gunga – än de utan huvar.)
Det finns dock även att antal fasta stolliftar i världen som har sådana huvar, den äldsta är från år 1955.

### Sommardrift

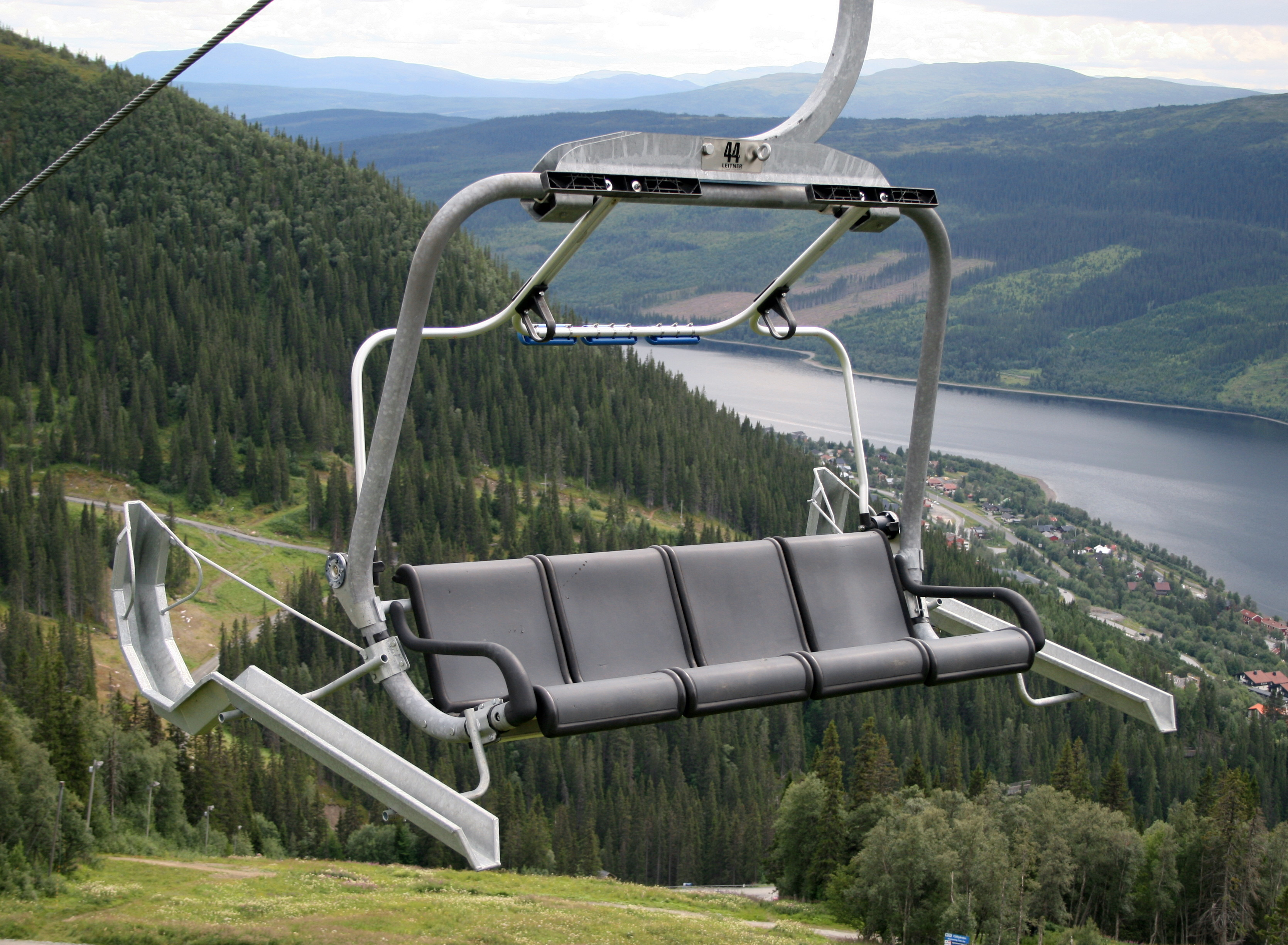
Hummelliften i Åre med cykelhållare.

Under sommardrift (eller övrig icke-skidsäsong) kan stolliftar användas för att transportera till exempel vandrare och mountainbikecyklister upp i bergen. (VM6:an och Hummelliften i Åre är sådana liftar, och dessas stolar rustas då med cykelhållare.)

### Telemix
En hybrid av stollift och gondolbana kallas telemixlift. VM8:an i Åre och Hemavan Gondol i Hemavan är de två enda exemplaren i Sverige.

### Noter

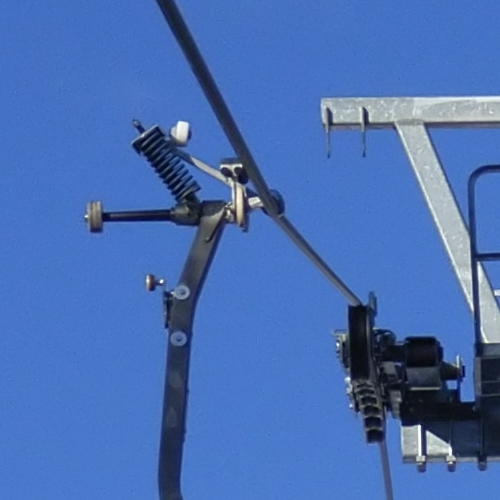
Kopplingsbar klämma.
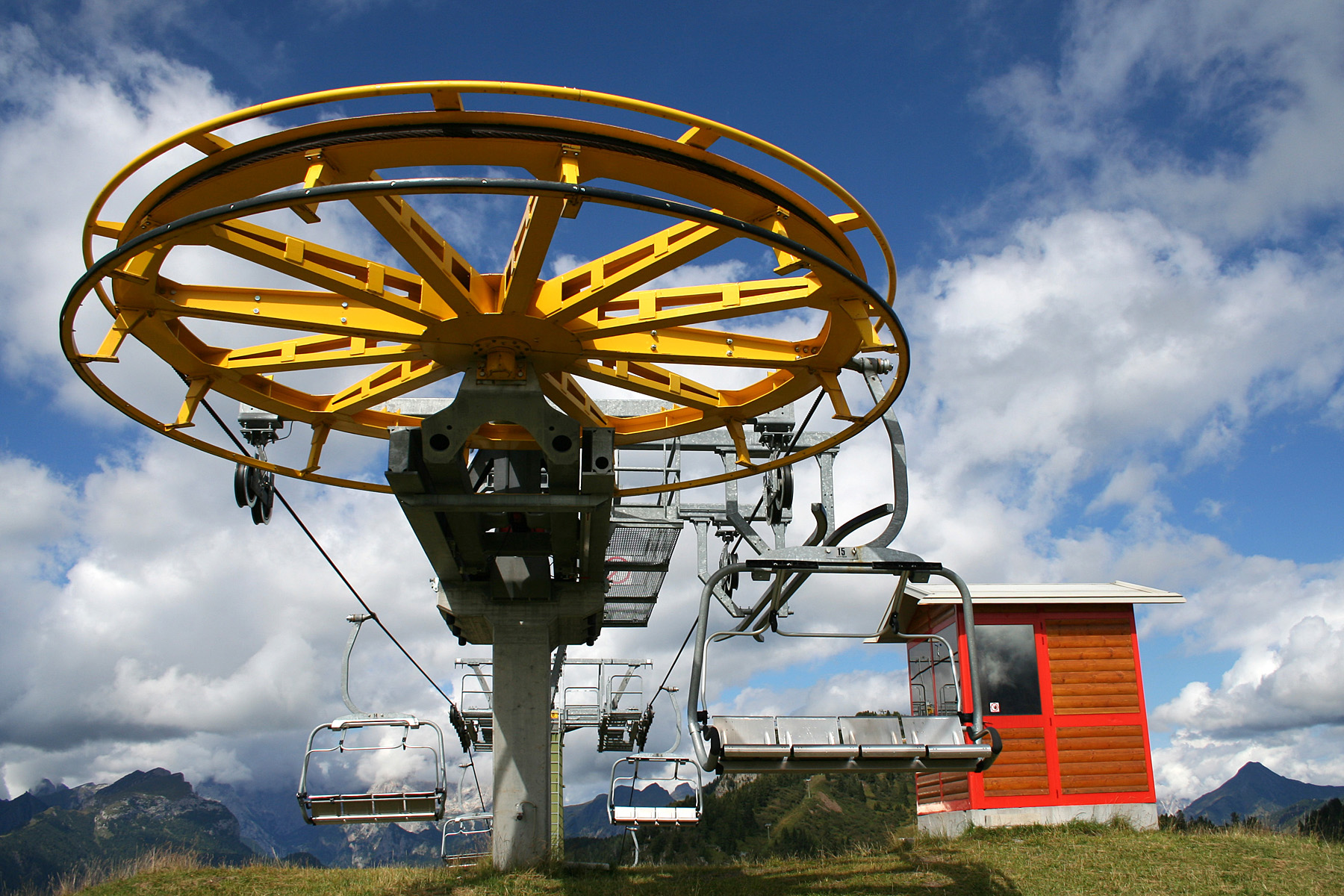
Fast stollift.
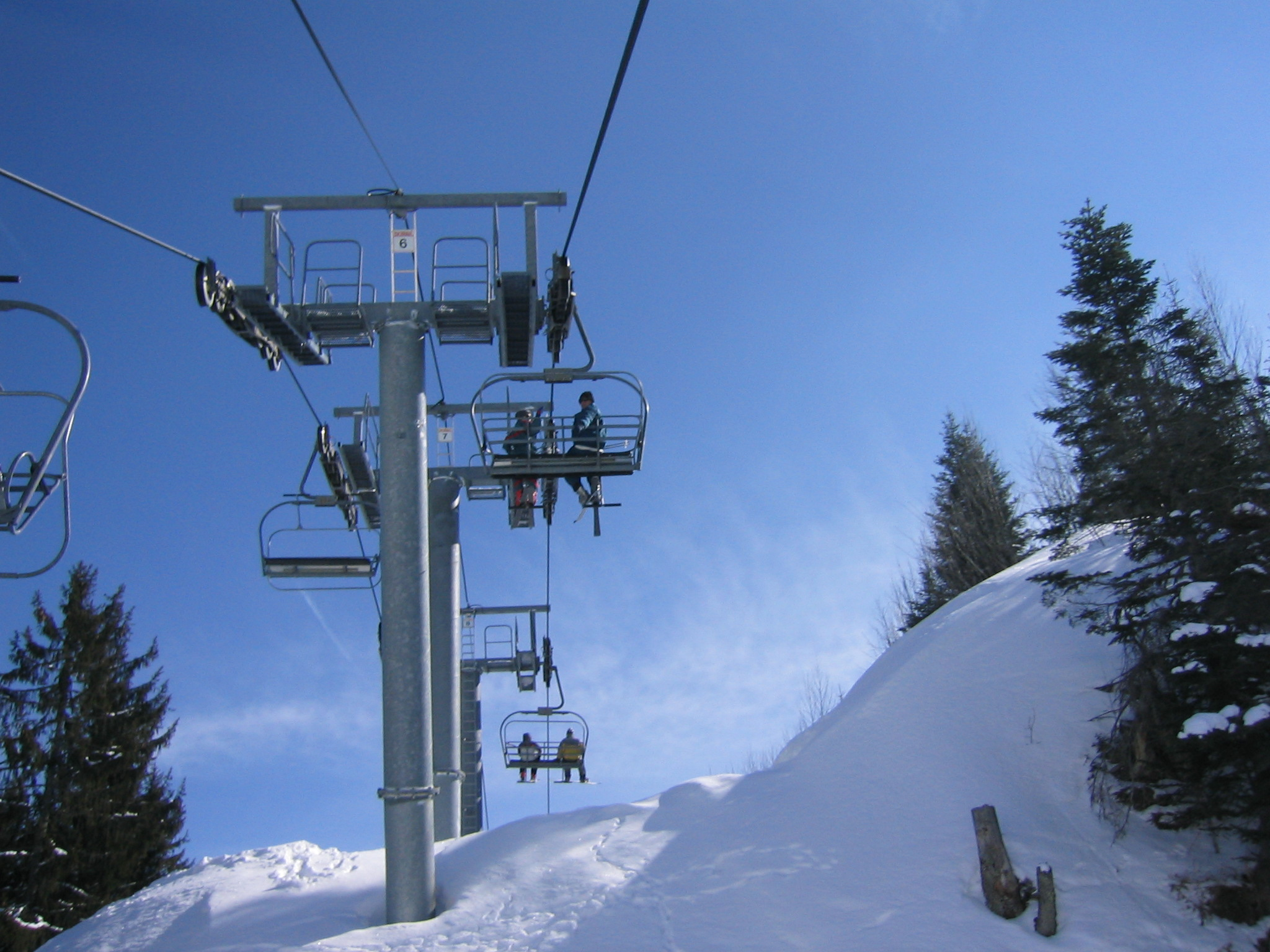
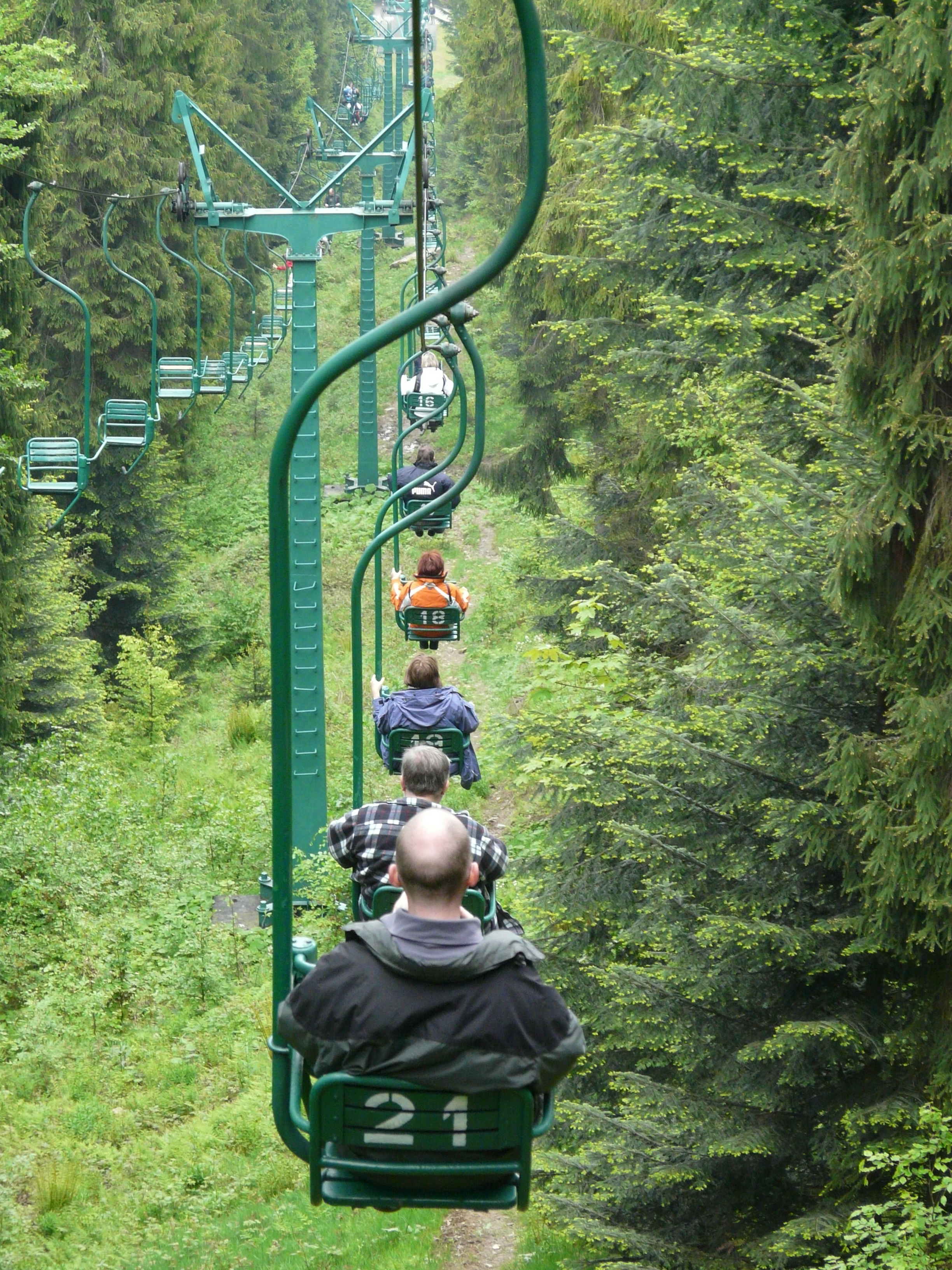
Stolar för en person.